# Brasil en la Copa Mundial de Fútbol de 2018
La selección de Brasil fue uno de los 32 equipos participantes en la Copa Mundial de Fútbol de 2018, torneo que se llevó a cabo del 14 de junio al 15 de julio en Rusia.

## Clasificación
| Pos. | Selección | Pts. | PJ | G  | E | P  | GF | GC | Dif. |
| ---- | --------- | ---- | -- | -- | - | -- | -- | -- | ---- |
| 1.   | Brasil    | 41   | 18 | 12 | 5 | 1  | 41 | 11 | 30   |
| 2.   | Uruguay   | 31   | 18 | 9  | 4 | 5  | 32 | 20 | 12   |
| 3.   | Argentina | 28   | 18 | 7  | 7 | 4  | 19 | 16 | 3    |
| 4.   | Colombia  | 27   | 18 | 7  | 6 | 5  | 21 | 19 | 2    |
| 5.   | Perú      | 26   | 18 | 7  | 5 | 6  | 27 | 26 | 1    |
| 6.   | Chile     | 26   | 18 | 8  | 2 | 8  | 26 | 27 | -1   |
| 7.   | Paraguay  | 24   | 18 | 7  | 3 | 8  | 19 | 25 | -6   |
| 8.   | Ecuador   | 20   | 18 | 6  | 2 | 10 | 26 | 29 | -3   |
| 9.   | Bolivia   | 15   | 18 | 4  | 2 | 12 | 16 | 38 | -22  |
| 10.  | Venezuela | 12   | 18 | 2  | 6 | 10 | 19 | 35 | -16  |

### Primera ronda
| Fecha                   | Lugar        |           |                      | Resultado                                                           |                      |           |
| ----------------------- | ------------ | --------- | -------------------- | ------------------------------------------------------------------- | -------------------- | --------- |
| 8 de octubre de 2015    | Santiago     | Chile     | Bandera de Chile     | 2:0 (0:0) Archivado el 26 de septiembre de 2015 en Wayback Machine. | Bandera de Brasil    | Brasil    |
| 13 de octubre de 2015   | Fortaleza    | Brasil    | Bandera de Brasil    | 3:1 (2:0) Archivado el 3 de octubre de 2015 en Wayback Machine.     | Bandera de Venezuela | Venezuela |
| 13 de noviembre de 2015 | Buenos Aires | Argentina | Bandera de Argentina | 1:1 (1:0) Archivado el 16 de noviembre de 2015 en Wayback Machine.  | Bandera de Brasil    | Brasil    |
| 17 de noviembre de 2015 | Salvador     | Brasil    | Bandera de Brasil    | 3:0 (1:0) Archivado el 18 de noviembre de 2015 en Wayback Machine.  | Bandera de Perú      | Perú      |
| 25 de marzo de 2016     | Recife       | Brasil    | Bandera de Brasil    | 2:2 (2:1) Archivado el 31 de marzo de 2016 en Wayback Machine.      | Bandera de Uruguay   | Uruguay   |
| 29 de marzo de 2016     | Asunción     | Paraguay  | Bandera de Paraguay  | 2:2 (1:0) Archivado el 4 de septiembre de 2016 en Wayback Machine.  | Bandera de Brasil    | Brasil    |
| 1 de septiembre de 2016 | Quito        | Ecuador   | Bandera de Ecuador   | 0:3 (0:0) Archivado el 15 de junio de 2018 en Wayback Machine.      | Bandera de Brasil    | Brasil    |
| 6 de septiembre de 2016 | Manaus       | Brasil    | Bandera de Brasil    | 2:1 (1:1) Archivado el 5 de septiembre de 2016 en Wayback Machine.  | Bandera de Colombia  | Colombia  |
| 6 de octubre de 2016    | Natal        | Brasil    | Bandera de Brasil    | 5:0 (4:0) Archivado el 5 de octubre de 2016 en Wayback Machine.     | Bandera de Bolivia   | Bolivia   |

### Segunda ronda
| Fecha                   | Lugar          |           |                      | Resultado                                                                                                   |                      |           |
| ----------------------- | -------------- | --------- | -------------------- | --- | -------------------- | --------- |
| 11 de octubre de 2016   | Mérida         | Venezuela | Bandera de Venezuela | 0:2 (0:1) Archivado el 12 de octubre de 2016 en Wayback Machine.                                            | Bandera de Brasil    | Brasil    |
| 10 de noviembre de 2016 | Belo Horizonte | Brasil    | Bandera de Brasil    | 3:0 (2:0) Archivado el 11 de noviembre de 2016 en Wayback Machine.                                          | Bandera de Argentina | Argentina |
| 15 de noviembre de 2016 | Lima           | Perú      | Bandera de Perú      | 0:2 (0:0) Archivado el 16 de noviembre de 2016 en Wayback Machine.                                          | Bandera de Brasil    | Brasil    |
| 23 de marzo de 2017     | Montevideo     | Uruguay   | Bandera de Uruguay   | 1:4 (1:1) Archivado el 24 de marzo de 2017 en Wayback Machine.                                              | Bandera de Brasil    | Brasil    |
| 28 de marzo de 2017     | São Paulo      | Brasil    | Bandera de Brasil    | 3:0 (1:0) Archivado el 29 de marzo de 2017 en Wayback Machine.                                              | Bandera de Paraguay  | Paraguay  |
| 31 de agosto de 2017    | Porto Alegre   | Brasil    | Bandera de Brasil    | 2:0 (0:0) (enlace roto disponible en Internet Archive; véase el historial, la primera versión y la última). | Bandera de Ecuador   | Ecuador   |
| 5 de septiembre de 2017 | Barranquilla   | Colombia  | Bandera de Colombia  | 1:1 (0:1) Archivado el 4 de septiembre de 2017 en Wayback Machine.                                          | Bandera de Brasil    | Brasil    |
| 5 de octubre de 2017    | La Paz         | Bolivia   | Bandera de Bolivia   | 0:0 | Bandera de Brasil    | Brasil    |
| 10 de octubre de 2017   | São Paulo      | Brasil    | Bandera de Brasil    | 3:0 (0:0)                                                                                                   | Bandera de Chile     | Chile     |

### Estadísticas
| Jugador           | Goles | Asistencias | Minutos | PJ |
| ----------------- | ----- | ----------- | ------- | -- |
| Gabriel Jesus     | 7     | 5           | 791     | 10 |
| Paulinho          | 6     | 2           | 962     | 11 |
| Neymar            | 6     | 9           | 1233    | 14 |
| Philippe Coutinho | 4     | 2           | 792     | 13 |
| Willian           | 4     | 5           | 986     | 17 |
| Renato Augusto    | 3     | 2           | 1315    | 16 |
| Ricardo Oliveira  | 2     | -           | 244     | 5  |
| Douglas Costa     | 2     | 4           | 465     | 8  |
| Filipe Luís       | 2     | 1           | 810     | 9  |
| Lucas Lima        | 1     | -           | 137     | 7  |
| Roberto Firmino   | 1     | -           | 210     | 4  |
| Marcelo           | 1     | -           | 540     | 6  |
| Dani Alves        | 1     | -           | 1170    | 13 |
| Miranda           | 1     | -           | 1257    | 14 |

## Ciclo de la Copa del Mundo
Dos semanas después del partido Semifinal de la Copa Mundial de Fútbol de 2014 entre Brasil y Alemania, Dunga fue confirmado como entrenador de la selección brasileña. Dunga había entrenado a  Brasil en la Copa Mundial de Fútbol de 2010. La CBF quería un entrenador con un perfil duro y descartó los nombres de Muricy Ramalho, porque ya había rechazado la selección brasileña en 2010, y Tite, por sus vínculos con Andrés Sánchez, el principal opositor político de José María Marín y Marco Polo del Nero, los presidentes de la CBF.
Dunga puso en marcha un manual de comportamiento que prohibía publicar fotos del entrenamiento en las redes sociales, llevar chanclas, pendientes y gorras, y la obligación de cantar el himno nacional. Dos años después, Dunga fue destituido. La selección fue eliminada en cuartos de final de la Copa América 2015 por Paraguay y en la primera ronda de la Copa América Centenario. Se criticó el trato privilegiado dado a Neymar. El jugador fue expulsado contra Colombia en la Copa América de 2015, pero volvió a la selección brasileña como capitán incluso después del desliz. Thiago Silva, en cambio, habría sido excluido de la selección por su fallo en la misma competición. Según Uol: Thiago Silva tenía "influencia sobre algunos de los principales jugadores de la selección, mantiene aliados y es defendido por muchos, que no están de acuerdo con el veto. Estos jugadores consideran a Thiago uno de los mejores centrales del mundo y entienden que la selección pierde calidad y liderazgo sin él." Además, Neymar habría sido "autorizado a presentarse a la selección con un día de retraso para el partido de clasificación contra Uruguay, mientras que sus compañeros del Barcelona Lionel Messi y Luis Suárez se presentaron a las selecciones de Argentina y Uruguay un día antes, en la misma fecha."
Otra polémica tuvo que ver con el director de la CBF, Gilmar Rinaldi, que poseía dos empresas de representación de jugadores en activo, cuyos ingresos procedían de las negociaciones con los jugadores. Zico se quejó: "La Seleção no es un lugar de negocios. Pero hay un empresario del fútbol (Gilmar) al mando... ¿O ya no es un empresario? Cuando se fue del Flamengo, se llevó a los tres mejores jugadores: Adriano, Juan y Reinaldo. A ver si cuando deje la selección vuelve a ser empresario...". Romário: "Para agravar las cosas, consiguen hacer lo que nadie espera. Ponen como director a Gilmar Rinaldi, que no tiene historia. Fue un mero secundario en el Mundial del 94, filmó mucho, debe tener muchas historias que contar al respecto. Pusieron a alguien que no ayudará en nada, que fue agente de la Fifa el día anterior". La convocatoria de Ederson fue objeto de una denuncia en la que los documentos demostraban que el entrenador recibió 407.000 reales por actuar como intermediario en la negociación del centrocampista entre RS Futebol y un grupo inversor en 2004. Ederson afirmó haber sido convocado anteriormente por Mano Menezes. Otra crítica fue la convocatoria de Geferson, que sólo había disputado 16 partidos como profesional con el Internacional, pero el seleccionador alegó que conocía al jugador porque había trabajado en el club antes de hacerse cargo de la selección brasileña. Dunga reaccionó diciendo que había sido amenazado por empresarios por no convocar jugadores "Nunca nos han presionado antes de las convocatorias. Pero hemos tenido problemas para no convocar a ciertos jugadores. En cierto modo y entre comillas, nos han amenazado con mensajes. Ellos [los empresarios] dirigen el fútbol. No tiene sentido hacer las cosas bien. Acabarán volviéndose contra nosotros. Pero fue un episodio. Hay que jugar para merecer ser convocado".
Tite fue anunciado como seleccionador en 2016. Para no desgastarse, Tite decidió no entrenar a Brasil en los Juegos Olímpicos de Río de Janeiro 2016. Brasil ganó la inédita medalla de oro dirigida por Rogério Micale, que tras la victoria acusó a Tite de "subirse a la ola del título": "Me sentí faltado al respeto después de los Juegos Olímpicos. Tite no fue contundente en algunas de sus entrevistas, afirmando categóricamente que él no tenía nada que ver. Estaba un poco frustrado (...) Le pusieron el mérito del logro y él lo absorbió. No dejó claro que no había participado en el proceso. Y no la participó. ¡Nada! Si alguno de los periodistas que publicaron esto fuera serio y quisiera saber la verdad, sólo tendría que preguntar a los jugadores".
Bajo la dirección de Tite, Brasil se clasificó fácilmente para el Mundial de 2018 a falta de cuatro jornadas de la fase de clasificación sudamericana. Tite concluyó la fase de preparación con un balance del 84% en 21 partidos, la mejor campaña premundialista de un seleccionador desde 1970.

## Preparación

### Partidos previos
| Fecha                   | Lugar          | Competición | Local      |                       | Resultado |                      | Visitante |
| ----------------------- | -------------- | ----------- | ---------- | --------------------- | --------- | -------------------- | --------- |
| 25 de enero de 2017     | Río de Janeiro | Amistoso    | Brasil     | Bandera de Brasil     | 1:0 (0:0) | Bandera de Colombia  | Colombia  |
| 9 de junio de 2017      | Melbourne      | Amistoso    | Brasil     | Bandera de Brasil     | 0:1 (0:1) | Bandera de Argentina | Argentina |
| 13 de junio de 2017     | Melbourne      | Amistoso    | Australia  | Bandera de Australia  | 0:4 (0:1) | Bandera de Brasil    | Brasil    |
| 10 de noviembre de 2017 | Lille          | Amistoso    | Japón      | Bandera de Japón      | 1:3 (0:3) | Bandera de Brasil    | Brasil    |
| 14 de noviembre de 2017 | Londres        | Amistoso    | Inglaterra | Bandera de Inglaterra | 0:0       | Bandera de Brasil    | Brasil    |
| 23 de marzo de 2018     | Moscú          | Amistoso    | Rusia      | Bandera de Rusia      | 0:3 (0:0) | Bandera de Brasil    | Brasil    |
| 27 de marzo de 2018     | Berlín         | Amistoso    | Alemania   | Bandera de Alemania   | 0:1 (0:1) | Bandera de Brasil    | Brasil    |
| 3 de junio de 2018      | Liverpool      | Amistoso    | Brasil     | Bandera de Brasil     | 2:0 (0:0) | Bandera de Croacia   | Croacia   |
| 10 de junio de 2018     | Viena          | Amistoso    | Austria    | Bandera de Austria    | 0:3 (0:1) | Bandera de Brasil    | Brasil    |

#### Brasil vs Colombia
| 25 de enero de 2017 | Brasil   | 1:0 (0:0) | Colombia | Estadio Olímpico Nilton Santos, Rio de Janeiro           |                                                          |
|                     | Dudu 46' |           |          | Asistencia: 18 695 espectadores Árbitro(s): Jorge Baliño | Asistencia: 18 695 espectadores Árbitro(s): Jorge Baliño |

| Uniformes | Uniformes |
| --------- | --------- |
|           |           |

#### Argentina vs. Brasil
| 9 de junio de 2017 | Brasil | 0:1 (0:1) | Argentina   | Melbourne Cricket Ground, Melbourne                           |                                                               |
|                    |        |           | Mercado 45' | Asistencia: 95 569 espectadores Árbitro(s): Christopher Beath | Asistencia: 95 569 espectadores Árbitro(s): Christopher Beath |

| Uniformes | Uniformes |
| --------- | --------- |
|           |           |

#### Australia vs Brasil
| 13 de junio de 2017 | Australia | 0:4 (0:1) | Brasil                                                | Melbourne Cricket Ground, Melbourne                          |                                                              |
|                     |           |           | Diego Souza 1', 90+2' · Thiago Silva 61' · Taison 74' | Asistencia: 49 847 espectadores Árbitro(s): Mark Clattenburg | Asistencia: 49 847 espectadores Árbitro(s): Mark Clattenburg |

| Uniformes | Uniformes |
| --------- | --------- |
|           |           |

#### Japón vs Brasil
| 10 de noviembre de 2017 | Japón      | 1:3 (0:3) | Brasil                                             | Stade Pierre-Mauroy, Villeneuve-d'Ascq                     |                                                            |
|                         | Makino 62' |           | Neymar 9' (pen.) · Marcelo 17' · Gabriel Jesus 35' | Asistencia: 16 922 espectadores Árbitro(s): Benoît Bastien | Asistencia: 16 922 espectadores Árbitro(s): Benoît Bastien |

| Uniformes | Uniformes |
| --------- | --------- |
|           |           |

#### Inglaterra vs Brasil
| 14 de noviembre de 2017 | Inglaterra | 0:0 (0:0) | Brasil | Estadio de Wembley, Londres                                   |  |
|                         |            |           |        | Asistencia: 84 595 espectadores Árbitro(s): Artur Soares Dias |  |

| Uniformes | Uniformes |
| --------- | --------- |
|           |           |

#### Rusia vs Brasil
| 23 de marzo de 2018 | Rusia | 0:2 (0:0) | Brasil                            | Estadio Olímpico Luzhnikí, Moscú                             |                                                              |
|                     |       |           | Miranda 52' · Coutinho 61' (pen.) | Asistencia: 65 000 espectadores Árbitro(s): Aleksei Kulbakov | Asistencia: 65 000 espectadores Árbitro(s): Aleksei Kulbakov |

| Uniformes | Uniformes |
| --------- | --------- |
|           |           |

#### Alemania vs Brasil
| 27 de marzo de 2018 | Alemania | 0:1 (0:0) | Brasil            | Olympiastadion, Berlín                                     |                                                            |
|                     |          |           | Gabriel Jesus 37' | Asistencia: 72 717 espectadores Árbitro(s): Jonas Eriksson | Asistencia: 72 717 espectadores Árbitro(s): Jonas Eriksson |

| Uniformes | Uniformes |
| --------- | --------- |
|           |           |

#### Brasil vs Croacia
| 3 de junio de 2018 | Brasil                     | 2:0 (0:0) | Croacia | Anfield, Liverpool                                         |                                                            |
|                    | Neymar 68' · Firmino 90+3' |           |         | Asistencia: 54 000 espectadores Árbitro(s): Michael Oliver | Asistencia: 54 000 espectadores Árbitro(s): Michael Oliver |

| Uniformes | Uniformes |
| --------- | --------- |
|           |           |

#### Austria vs Brasil
| 10 de junio de 2018 | Austria | 0:3 (0:1) | Brasil                                        | Ernst-Happel-Stadion, Viena                               |                                                           |
|                     |         |           | Gabriel Jesus 34' · Neymar 62' · Coutinho 68' | Asistencia: 48 500 espectadores Árbitro(s): Viktor Kassai | Asistencia: 48 500 espectadores Árbitro(s): Viktor Kassai |

| Uniformes | Uniformes |
| --------- | --------- |
|           |           |

## Participación

### Lista de convocados
La lista definitiva fue anunciada el 14 de mayo.
Técnico:  Tite
| No. | Pos. | Jugador           | Fecha de nacimiento (edad)         | Apa. | Goles | Club                 |
| --- | ---- | ----------------- | ---------------------------------- | ---- | ----- | -------------------- |
| 1   | POR  | Alisson           | 2 de octubre de 1992 (25 años)     | 26   | 0     | AS Roma              |
| 2   | DEF  | Thiago Silva      | 22 de septiembre de 1984 (33 años) | 71   | 5     | París Saint-Germain  |
| 3   | DEF  | João Miranda 3.º  | 7 de septiembre de 1984 (33 años)  | 47   | 2     | Inter de Milán       |
| 4   | DEF  | Pedro Geromel     | 21 de septiembre de 1985 (32 años) | 2    | 0     | Grêmio               |
| 5   | MED  | Casemiro          | 23 de febrero de 1992 (26 años)    | 24   | 0     | Real Madrid          |
| 6   | DEF  | Filipe Luís       | 9 de agosto de 1985 (32 años)      | 33   | 2     | Atlético de Madrid   |
| 7   | DEL  | Douglas Costa     | 14 de septiembre de 1990 (27 años) | 25   | 3     | Juventus             |
| 8   | MED  | Renato Augusto    | 8 de febrero de 1988 (30 años)     | 28   | 5     | Beijing Sinobo Guoan |
| 9   | DEL  | Gabriel Jesus     | 3 de abril de 1997 (21 años)       | 17   | 10    | Manchester City      |
| 10  | DEL  | Neymar            | 5 de febrero de 1992 (26 años)     | 85   | 55    | París Saint-Germain  |
| 11  | MED  | Philippe Coutinho | 12 de junio de 1992 (26 años)      | 37   | 10    | FC Barcelona         |
| 12  | DEF  | Marcelo 2.º       | 12 de mayo de 1988 (30 años)       | 54   | 6     | Real Madrid          |
| 13  | DEF  | Marquinhos        | 14 de mayo de 1994 (24 años)       | 26   | 0     | París Saint-Germain  |
| 14  | DEF  | Danilo            | 15 de julio de 1991 (26 años)      | 18   | 0     | Manchester City      |
| 15  | MED  | Paulinho          | 25 de julio de 1988 (29 años)      | 50   | 12    | FC Barcelona         |
| 16  | POR  | Cássio            | 6 de junio de 1987 (31 años)       | 1    | 0     | Corinthians          |
| 17  | MED  | Fernandinho       | 4 de mayo de 1985 (33 años)        | 44   | 2     | Manchester City      |
| 18  | MED  | Fred              | 5 de marzo de 1993 (25 años)       | 8    | 0     | Shakhtar Donetsk     |
| 19  | MED  | Willian           | 9 de agosto de 1988 (29 años)      | 57   | 8     | Chelsea              |
| 20  | DEL  | Roberto Firmino   | 2 de octubre de 1991 (26 años)     | 21   | 6     | Liverpool            |
| 21  | DEL  | Taison            | 13 de enero de 1988 (30 años)      | 8    | 1     | Shakhtar Donetsk     |
| 22  | DEF  | Fagner            | 11 de junio de 1989 (29 años)      | 4    | 0     | Corinthians          |
| 23  | POR  | Ederson           | 17 de agosto de 1993 (24 años)     | 1    | 0     | Manchester City      |

## Campaña
Brasil empató 1-1 con Suiza en su partido inaugural. El partido se vio empañado por dos peticiones del árbitro de vídeo, una novedad en la Copa Mundial de Fútbol de 2018. Los de Tite se adelantaron con un golazo de Philippe Coutinho, se metieron demasiado atrás y encajaron el empate con un cabezazo de Steven Zuber en el Rostov Arena ante poco más de 43.000 espectadores. El empate a 1-1 supuso el primer partido sin ganar del equipo verde y amarillo desde 1978. "Hasta el gol, el volumen de juego fue fuerte. Luego nos replegamos demasiado, lo que no es normal en nosotros. En el descanso, corregimos algunas posiciones e intentamos adelantarnos más. Pero durante el partido, Suiza fue mejor a partir del gol del empate", declaró Tite. Neymar recibió diez faltas en el partido. Desde el Mundial de 1998, ningún jugador había recibido tantas faltas en un partido. En aquella ocasión, el inglés Alan Shearer recibió 11 faltas en la victoria por 2-0 contra Túnez. Gelson Fernandes, centrocampista de la selección suiza, declaró: "Son... muchas faltas. Pero también se cae mucho. No [planeamos hacer faltas a Neymar]. La mayoría de las entradas fueron limpias y bastante correctas. Tuvimos un mano a mano con Neymar, pero creo que ése fue un ingrediente clave para neutralizarlo. Pero el equipo brasileño tiene otros jugadores con calidad". El mayor tormento de Neymar en el partido fue Blerim Džemaili, que cometió cinco faltas, ninguna de las cuales fue amonestada por el árbitro mexicano César Ramos.
En el segundo partido, Brasil se impuso a Costa Rica por 2-0 con goles de Coutinho -una vez más elegido el mejor jugador sobre el terreno de juego- en el minuto 46 y de Neymar en el 52. Neymar se perdió dos días de entrenamiento esta semana debido a dolores en el tobillo derecho. Según Uol, Brasil se salvó en el tramo final: "La ansiedad se apoderó del partido, la presión hizo que Neymar mostrase descontrol, el VAR anuló un penalti y la retaguardia de Costa Rica se mostró desafiante". El periódico describe: "También fue un premio a la insistencia después de muchas ocasiones falladas". El momento más tenso lo protagonizó Neymar, que intentó superar a un defensa dentro del área, sintió una mano en el pecho y cayó. El árbitro Bjorn Kuipers llegó a señalar penalti, pero consultó después al videoarbitraje y revocó su decisión. Irritado desde el principio del partido, el número 10 de Brasil recibió después una tarjeta amarilla por quejarse". El equipo creció con la incorporación del delantero Douglas Costa en lugar del centrocampista Willian. Frente a la defensa costarricense, Brasil jugó con cinco jugadores de ataque: Douglas Costa, Coutinho, Neymar, Gabriel Jesus y Firmino. Según Tostão: "Tite tiene que ser más duro, más franco, con Neymar y exigirle que deje de piar, quejarse, discutir y simular, como en el penalti correctamente anulado contra Costa Rica."
En el tercer partido, Brasil se impuso a Serbia por 2-0. Los goles fueron de Paulinho, en el minuto 35, y de Thiago Silva, en el minuto 22. Según Carlos Eduardo Mansur: "Brasil tiene una virtud muy difícil de encontrar en cualquier otro equipo en este Mundial: la imposición técnica en las dos áreas. Puede que el equipo siga teniendo problemas, puede que no llegue a octavos preparado, como no parece estarlo ningún equipo en el Mundial, pero tener jugadores tan influyentes en el área donde se suele decidir el partido es precioso. El partido contra Serbia puso de manifiesto de lo que son capaces Casemiro, Thiago Silva y Miranda a la hora de defender el área brasileña; y la potencia de Philippe Coutinho y Neymar para producir enormes peligros en los últimos metros del campo de ataque. Ser tan fuertes en las inmediaciones de las dos porterías convierte a Brasil en un equipo temible incluso cuando el control táctico del juego no es suyo. Incluso cuando el control del juego se les escapa, como ocurrió contra Serbia". Tras el partido, una serie de memes de Internet sobre las caídas de Neymar se convirtieron en una broma mundial.
En octavos de final, Brasil se impuso a México por 2-0. Según Tostão: "Brasil fue mejor y tuvo más ocasiones y más claras para marcar. Los mexicanos fueron hábiles, rápidos, pero Brasil tiene todo eso y mucha más técnica. Fue un partido de riesgo, ya que México estuvo a punto de marcar varias veces". Al contrario que en los tres partidos anteriores, Coutinho no volvió a marcar, y casi siempre había un mexicano libre en el campo de Brasil para recibir el balón."
En cuartos de final, Brasil fue eliminado por Bélgica, al perder por 2-1. El sancionado Casemiro dejó paso a Fernandinho, que marcó un gol en propia meta en el partido. Tostão se lamentó: "A Brasil le faltó un Kevin De Bruyne. El temor que siempre tuve de que la ausencia de un centrocampista estrella, que juega de medio campo a medio campo, pudiera ser un factor muy negativo se hizo realidad."
Vincent Kompany dijo que el primer gol de Bélgica se produjo en una jugada discutida antes del partido: "La historia de ese gol es interesante. El día antes del partido no pude dormir en el hotel y me tomé una medicina, pero olvidé poner el despertador. El resultado: me perdí el primer encuentro de la mañana. No me desperté hasta después. Después pedí disculpas al grupo y al entrenador. Luego pregunté si podía hablar de algunas cosas con Thierry Henry (ayudante de Roberto Martínez), ya que él se encargaba de las fases ofensivas. En cuanto hablamos, cambiamos por completo los planes que se habían acordado. Le dije que Brasil defendía exactamente igual que el Manchester City. Había visto al seleccionador brasileño (Tite) con Guardiola en el centro de entrenamiento del City. Copiaban todo lo que hacía el City. Conocía los puntos débiles del sistema". El jugador concluyó: "Si ves el VT del partido, puedes ver que hago una carrera corta entre las dos líneas (defensivas) y nadie en la primera línea, que es la responsable de mantener el balón fuera, me ve llegar. Si no me hubiera olvidado de poner el despertador y no hubiera tenido la conversación cara a cara con Thierry Henry, quizá esa jugada no se hubiera producido. Es una locura".
Gabriel Jesus, máximo goleador de Brasil en las eliminatorias sudamericanas, tuvo la peor actuación de un número 9 brasileño en la Copa del Mundo. El delantero igualó a Alcindo (1966) y Mirandinha (1974) al quedarse en blanco durante un Mundial. Jesús, sin embargo, jugó más partidos. Gabriel Jesús declaró: "Fui al Mundial con la camiseta número 9, siendo el delantero centro, y acabé sin marcar. Eso me pesa. Siempre me recordarán por eso, haga lo que haga. Aunque vaya a otro Mundial y sea el máximo goleador, un campeón, la gente siempre recordará a Gabriel, que no marcó en el Mundial de 2018". André Jardine, el entrenador ganador de los Juegos Olímpicos de Verano de Tokio 2020, dijo que aprendió la lección de una conversación con Tite: "En varias conversaciones, nos dijo que en los Mundiales no podemos perder el tiempo. Cuando nos damos cuenta de que tenemos que hacer cambios, hay que hacerlo más rápido de lo que es la realidad en los clubes."
El seleccionador belga, Roberto Martínez, cree haber sorprendido a Brasil: "Cuando juegas contra Brasil, tienes que tener una ventaja táctica. Sería fácil esperar llegar y que saliera bien. Eso no podía pasar con Brasil, tienen esa barrera psicológica. Son pentacampeones, la camiseta amarilla... Por supuesto que era una gran apuesta cambiar las cosas tácticamente en un Mundial, pero los jugadores tenían que creer en ello". El seleccionador español dio la sorpresa en su alineación, quitando a Mertens y Carrasco y poniendo a Fellaini y Chadli. El cambio permitió a Martínez dar más libertad a Kevin De Bruyne. Martínez fue un paso más allá, metiendo a Romelu Lukaku, el clásico 9 para jugar en las bandas, así como a Eden Hazard; De Bruyne, con libertad en el medio, siempre estaba en el ataque e incluso aparecía como falso 9. Los tres jugadores intercambiaban posiciones constantemente, lo que dificultaba aún más el gol de Brasil.
Al final del partido, Renato Augusto, que ya había marcado, desaprovechó una gran oportunidad. El jugador describió las dos jugadas: "Entré, Tite me dijo: 'Quédate atrás y alimenta a Douglas. Balón a Douglas, hazle jugar'. Pero cuando entré, el lateral ya estaba marcando a Douglas, y había espacio entre el central y el lateral". Renato Augusto decidió que, en lugar de pasar a Douglas Costa como le había pedido Tite, aprovecharía el espacio que le ofrecían los belgas: "Y fui a por un balón y Coutinho, que jugaba por la izquierda, no me vio. Le dije: 'Couto, mírame, que voy solo'. En el segundo balón, cuando se hizo con él, me tocó el balón y lo metí de cabeza. Dije: 'Dame otro y empataré el partido'. Y ése fue el balón que cogí y golpeé". Según Renato, la envergadura del guardameta belga, que mide 2 metros, fue determinante para que se hiciera con demasiado balón y acabara disparando desviado. "Cuando lo controlé, el balón estaba un poco corto, y si daba otro toque, los chicos me cerraban. Así que tuve un segundo para disparar. Y traté de tomar más debido a su tamaño (Courtois), es muy grande. Tío, lo intenté. Cuando empezó a caerse, giré. Y entonces el balón dio en el poste y no entró, por desgracia.
Después de que Brasil redujese la desventaja con Renato Augusto, Fox Sports hizo una lectura labial y vio cómo el seleccionador Tite llamaba a Philippe Coutinho al borde del campo, señalaba a Neymar y le pedía: "Coutinho, necesito un balón para él aquí. Tienes que darle un balón".
Según UOL, ningún miembro de la familia debía alojarse en el mismo hotel que los jugadores. La regla, sin embargo, se rompió con el padre de Neymar, que se alojó allí antes del inicio del torneo. Las familias de los demás jugadores de la selección brasileña se quedaron sin plaza en el mismo hotel, y tuvieron que buscar un nuevo lugar para alojarse cerca de los jugadores. La familia de Neymar fue la única que se alojó en el hotel de la selección en Sochi. Louise Costa, esposa del delantero Douglas Costa, incluso se quejó de la medida en las redes sociales.
Tite también fue criticado por convocar a Fred. El jugador llevaba un mes lesionado cuando sufrió un esguince en el tobillo derecho en un choque con el centrocampista Casemiro en el entrenamiento del 7 de junio en el campo de entrenamiento del Tottenham en Londres. Y no estaba en condiciones físicas de jugar el Mundial. El reglamento del Mundial estipula que los equipos pueden hacer cambios en la lista de convocados por lesión hasta 24 horas antes del comienzo del torneo. Brasil debutó el 17 de junio, diez días después de la lesión de Fred. El 21 de junio de 2018 (un día antes del partido contra Costa Rica), Fred fue anunciado por el Manchester United, firmando un contrato por cinco temporadas a un coste de 55 millones de euros. Otra convocatoria criticada fue la de Taison, que no fue utilizado por el seleccionador.

### Partidos
| Fecha       | Lugar           | Instancia        | Local  |                   | Resultado |                       | Visitante  |
| ----------- | --------------- | ---------------- | ------ | ----------------- | --------- | --------------------- | ---------- |
| 17 de junio | Rostov del Don  | Fase de grupos   | Brasil | Bandera de Brasil | 1:1 (1:0) | Bandera de Suiza      | Suiza      |
| 22 de junio | San Petersburgo | Fase de grupos   | Brasil | Bandera de Brasil | 2:0 (0:0) | Bandera de Costa Rica | Costa Rica |
| 27 de junio | Moscú           | Fase de grupos   | Serbia | Bandera de Serbia | 0:2 (0:1) | Bandera de Brasil     | Brasil     |
| 2 de julio  | Samara          | Octavos de final | Brasil | Bandera de Brasil | 2:0 (0:0) | Bandera de México     | México     |
| 6 de julio  | Kazán           | Cuartos de final | Brasil | Bandera de Brasil | 1:2 (0:2) | Bandera de Bélgica    | Bélgica    |

| Selección  | Pts | PJ | PG | PE | PP | GF | GC | Dif |
| ---------- | --- | -- | -- | -- | -- | -- | -- | --- |
| Brasil     | 7   | 3  | 2  | 1  | 0  | 5  | 1  | 4   |
| Suiza      | 5   | 3  | 1  | 2  | 0  | 5  | 4  | 1   |
| Serbia     | 3   | 3  | 1  | 0  | 2  | 2  | 4  | -2  |
| Costa Rica | 1   | 3  | 0  | 1  | 2  | 2  | 5  | -3  |

#### Brasil vs. Suiza
| 17 de junio de 2018, 21:00 (UTC+3) | Brasil       | 1:1 (1:0) | Suiza     | Rostov Arena, Rostov del Don                                   |                                                                |
|                                    | Coutinho 20' | Reporte   | Zuber 50' | Asistencia: 43 109 espectadores Árbitro(s): César Arturo Ramos | Asistencia: 43 109 espectadores Árbitro(s): César Arturo Ramos |

|  |  |

| GK          | 1  | Alisson Becker    |     |     |
| RB          | 14 | Danilo            |     |     |
| CB          | 2  | Thiago Silva      |     |     |
| CB          | 3  | João Miranda      |     |     |
| LB          | 12 | Marcelo           |     |     |
| CM          | 5  | Casemiro          | 47' | 60' |
| CM          | 15 | Paulinho          |     | 67' |
| RW          | 19 | Willian           |     |     |
| AM          | 11 | Philippe Coutinho |     |     |
| LW          | 10 | Neymar            |     |     |
| CF          | 9  | Gabriel Jesus     |     | 79' |
| Cambios:    |    |                   |     |     |
| MF          | 17 | Fernandinho       |     | 60' |
| MF          | 8  | Renato Augusto    |     | 67' |
| FW          | 20 | Roberto Firmino   |     | 79' |
| Entrenador: |    |                   |     |     |
| Tite        |    |                   |     |     |

| GK                | 1  | Yann Sommer          |     |     |
| RB                | 2  | Stephan Lichtsteiner | 31' | 87' |
| CB                | 22 | Fabian Schär         | 65' |     |
| CB                | 5  | Manuel Akanji        |     |     |
| LB                | 13 | Ricardo Rodríguez    |     |     |
| CM                | 11 | Valon Behrami        | 68' | 71' |
| CM                | 10 | Granit Xhaka         |     |     |
| RW                | 23 | Xherdan Shaqiri      |     |     |
| AM                | 15 | Blerim Džemaili      |     |     |
| LW                | 14 | Steven Zuber         |     |     |
| CF                | 9  | Haris Seferović      |     | 80' |
| Cambios:          |    |                      |     |     |
| MF                | 17 | Denis Zakaria        |     | 71' |
| FW                | 7  | Breel Embolo         |     | 80' |
| DF                | 6  | Michael Lang         |     | 87' |
| Entrenador:       |    |                      |     |     |
| Vladimir Petković |    |                      |     |     |

| Jugador del Partido: Philippe Coutinho Árbitros asistentes: Marvin Torrentera Miguel Hernández Cuarto árbitro: John Pittí Quinto árbitro: Gabriel Victoria Árbitro asistente de video: Paolo Valeri Árbitros asistentes del árbitro asistente de video: Mauro Vigliano Elenito Di Liberatore Gianluca Rocchi |

#### Brasil vs. Costa Rica
| 22 de junio de 2018, 15:00 (UTC+3) | Brasil                        | 2:0 (0:0) | Costa Rica | Zenit Arena, San Petersburgo                              |                                                           |
|                                    | Coutinho 90+1' · Neymar 90+7' | Reporte   |            | Asistencia: 64 468 espectadores Árbitro(s): Björn Kuipers | Asistencia: 64 468 espectadores Árbitro(s): Björn Kuipers |

|  |  |

| GK          | 1  | Alisson Becker    |     |       |
| RB          | 22 | Fagner            |     |       |
| CB          | 2  | Thiago Silva      |     |       |
| CB          | 3  | João Miranda      |     |       |
| LB          | 12 | Marcelo           |     |       |
| CM          | 5  | Casemiro          |     |       |
| CM          | 15 | Paulinho          |     | 68'   |
| RW          | 19 | Willian           |     | 46'   |
| AM          | 11 | Philippe Coutinho | 81' |       |
| LW          | 10 | Neymar            | 81' |       |
| CF          | 9  | Gabriel Jesus     |     | 90+3' |
| Cambios:    |    |                   |     |       |
| FW          | 7  | Douglas Costa     |     | 46'   |
| FW          | 20 | Roberto Firmino   |     | 68'   |
| MF          | 17 | Fernandinho       |     | 90+3' |
| Entrenador: |    |                   |     |       |
| Tite        |    |                   |     |       |

| GK            | 1  | Keylor Navas       |     |     |
| SW            | 2  | Johnny Acosta      | 84' |     |
| CB            | 3  | Giancarlo González |     |     |
| CB            | 6  | Óscar Duarte       |     |     |
| RWB           | 16 | Cristian Gamboa    |     | 75' |
| LWB           | 8  | Bryan Oviedo       |     |     |
| CM            | 20 | David Guzmán       |     | 83' |
| CM            | 5  | Celso Borges       |     |     |
| RW            | 11 | Johan Venegas      |     |     |
| LW            | 10 | Bryan Ruiz         |     |     |
| CF            | 21 | Marco Ureña        |     | 54' |
| Cambios:      |    |                    |     |     |
| MF            | 7  | Christian Bolaños  |     | 54' |
| DF            | 15 | Francisco Calvo    |     | 75' |
| MF            | 17 | Yeltsin Tejeda     |     | 83' |
| Entrenador:   |    |                    |     |     |
| Óscar Ramírez |    |                    |     |     |

| Jugador del Partido: Philippe Coutinho Árbitros asistentes: Sander van Roekel Erwin Zeinstra Cuarto árbitro: Damir Skomina Quinto árbitro: Jure Praprotnik Árbitro asistente de video: Danny Makkelie Árbitros asistentes del árbitro asistente de video: Artur Soares Dias Joe Fletcher Mark Geiger |

#### Serbia vs. Brasil
| 27 de junio de 2018, 21:00 (UTC+3) | Serbia | 0:2 (0:1) | Brasil                          | Otkrytie Arena, Moscú                                       |                                                             |
|                                    |        | Reporte   | Paulinho 36' · Thiago Silva 68' | Asistencia: 44 190 espectadores Árbitro(s): Alireza Faghani | Asistencia: 44 190 espectadores Árbitro(s): Alireza Faghani |

|  |  |

| GK              | 1  | Vladimir Stojković      |     |     |
| RB              | 2  | Antonio Rukavina        |     |     |
| CB              | 15 | Nikola Milenković       |     |     |
| CB              | 13 | Miloš Veljković         |     |     |
| LB              | 11 | Aleksandar Kolarov      |     |     |
| CM              | 21 | Nemanja Matić           | 48' |     |
| CM              | 20 | Sergej Milinković-Savić |     |     |
| RW              | 10 | Dušan Tadić             |     |     |
| AM              | 22 | Adem Ljajić             | 33' | 75' |
| LW              | 17 | Filip Kostić            |     | 82' |
| CF              | 9  | Aleksandar Mitrović     | 70' | 89' |
| Cambios:        |    |                         |     |     |
| MF              | 7  | Andrija Živković        |     | 75' |
| FW              | 18 | Nemanja Radonjić        |     | 82' |
| FW              | 19 | Luka Jović              |     | 89' |
| Entrenador:     |    |                         |     |     |
| Mladen Krstajić |    |                         |     |     |

| GK          | 1  | Alisson Becker    |  |     |
| RB          | 22 | Fagner            |  |     |
| CB          | 2  | Thiago Silva      |  |     |
| CB          | 3  | João Miranda      |  |     |
| LB          | 12 | Marcelo Vieira    |  | 10' |
| CM          | 15 | Paulinho Bezerra  |  | 66' |
| CM          | 5  | Casemiro          |  |     |
| RW          | 19 | Willian           |  |     |
| AM          | 11 | Philippe Coutinho |  | 80' |
| LW          | 10 | Neymar            |  |     |
| CF          | 9  | Gabriel Jesus     |  |     |
| Cambios:    |    |                   |  |     |
| DF          | 6  | Filipe Luís       |  | 10' |
| MF          | 17 | Fernandinho       |  | 66' |
| MF          | 8  | Renato Augusto    |  | 80' |
| Entrenador: |    |                   |  |     |
| Tite        |    |                   |  |     |

| Jugador del Partido: Paulinho Bezerra 'Árbitros asistentes: Reza Sokhandan Mohammadreza Mansouri Cuarto árbitro: Jair Marrufo Quinto árbitro: Anouar Hmila Árbitro asistente de video: Massimiliano Irrati Árbitros asistentes del árbitro asistente de video: Paweł Gil Paweł Sokolnicki Paolo Valeri |

### Octavos de final

#### Brasil vs. México
| 2 de julio de 2018 | Brasil                   | 2:0 (0:0) | México | Samara Arena, Samara                                        |                                                             |
| 18:00 SAMT (UTC+4) | Neymar 51' · Firmino 88' | Reporte   |        | Asistencia: 41 970 espectadores Árbitro(s): Gianluca Rocchi | Asistencia: 41 970 espectadores Árbitro(s): Gianluca Rocchi |

|  |  |

| POR         | 1  | Alisson Becker    |     |       |
| DEF         | 22 | Fagner            |     |       |
| DEF         | 2  | Thiago Silva      |     |       |
| DEF         | 3  | João Miranda      |     |       |
| DEF         | 6  | Filipe Luís       | 43' |       |
| MED         | 15 | Paulinho          |     | 80'   |
| MED         | 5  | Casemiro          | 59' |       |
| MED         | 19 | Willian           |     | 90+1' |
| MED         | 11 | Philippe Coutinho |     | 86'   |
| DEL         | 10 | Neymar            |     |       |
| DEL         | 9  | Gabriel Jesus     |     |       |
| Cambios:    |    |                   |     |       |
| MED         | 17 | Fernandinho       |     | 80'   |
| DEL         | 20 | Roberto Firmino   |     | 86'   |
| DEF         | 13 | Marquinhos        |     | 90+1' |
| Entrenador: |    |                   |     |       |
| Tite        |    |                   |     |       |

| POR                | 13 | Guillermo Ochoa     |       |     |
| DEF                | 21 | Edson Álvarez       | 38'   | 55' |
| DEF                | 2  | Hugo Ayala          |       |     |
| DEF                | 3  | Carlos Salcedo      | 77'   |     |
| DEF                | 23 | Jesús Gallardo      |       |     |
| MED                | 16 | Héctor Herrera      | 55'   |     |
| MED                | 4  | Rafael Márquez      |       | 46' |
| MED                | 18 | Andrés Guardado     | 90+2' |     |
| DEL                | 11 | Carlos Vela         |       |     |
| DEL                | 14 | Javier Hernández    |       | 60' |
| DEL                | 22 | Hirving Lozano      |       |     |
| Cambios:           |    |                     |       |     |
| MED                | 7  | Miguel Layún        |       | 46' |
| MED                | 6  | Jonathan dos Santos |       | 55' |
| DEL                | 9  | Raúl Jiménez        |       | 60' |
| Entrenador:        |    |                     |       |     |
| Juan Carlos Osorio |    |                     |       |     |

| Jugador del Partido: Neymar Árbitros asistentes: Elenito Di Liberatore Mauro Tonolini Cuarto árbitro: Mateu Lahoz Árbitro asistente de video: Massimiliano Irrati Árbitros asistentes del árbitro asistente de video: Carlos Astroza Paweł Gil Daniele Orsato |

### Cuartos de final

#### Brasil vs. Bélgica
| 6 de julio de 2018 | Brasil             | 1:2 (0:2) | Bélgica                                | Kazán Arena, Kazán                                        |                                                           |
| 21:00 MSK (UTC+3)  | Renato Augusto 76' | Reporte   | Fernandinho 13' (a.g.) · De Bruyne 31' | Asistencia: 42 873 espectadores Árbitro(s): Milorad Mažić | Asistencia: 42 873 espectadores Árbitro(s): Milorad Mažić |

| Brasil | Bélgica |

| POR         | 1  | Alisson Becker    |     |     |  |
| DEF         | 22 | Fagner            | 89' |     |  |
| DEF         | 2  | Thiago Silva      |     |     |  |
| DEF         | 3  | João Miranda      |     |     |  |
| DEF         | 12 | Marcelo           |     |     |  |
| MED         | 15 | Paulinho          |     | 73' |  |
| MED         | 17 | Fernandinho       | 85' |     |  |
| MED         | 19 | Willian           | 45' |     |  |
| MED         | 11 | Philippe Coutinho |     |     |  |
| DEL         | 10 | Neymar            |     |     |  |
| DEL         | 9  | Gabriel Jesus     | 58' |     |  |
| Cambios:    |    |                   |     |     |  |
| DEL         | 20 | Roberto Firmino   | 45' |     |  |
| DEL         | 7  | Douglas Costa     | 58' |     |  |
| MED         | 8  | Renato Augusto    | 73' |     |  |
| Entrenador: |    |                   |     |     |  |
| Tite        |    |                   |     |     |  |

| POR              | 1  | Thibaut Courtois  |     |  |
| DEF              | 2  | Toby Alderweireld | 47' |  |
| DEF              | 4  | Vincent Kompany   |     |  |
| DEF              | 5  | Jan Vertonghen    |     |  |
| DEF              | 15 | Thomas Meunier    | 71' |  |
| MED              | 8  | Marouane Fellaini |     |  |
| MED              | 6  | Axel Witsel       |     |  |
| MED              | 22 | Nacer Chadli      | 82' |  |
| DEL              | 7  | Kevin De Bruyne   |     |  |
| DEL              | 9  | Romelu Lukaku     | 87' |  |
| DEL              | 10 | Eden Hazard       |     |  |
| Cambios:         |    |                   |     |  |
| DEF              | 3  | Thomas Vermaelen  | 82' |  |
| MED              | 17 | Youri Tielemans   | 87' |  |
| Entrenador:      |    |                   |     |  |
| Roberto Martínez |    |                   |     |  |

| Jugador del partido: Kevin De Bruyne Árbitros asistentes: Milovan Ristić Dalibor Đurđević Cuarto árbitro: Jair Marrufo Árbitro asistente de video: Daniele Orsato Árbitros asistentes del árbitro asistente de video: Mark Borsch Paweł Gil Felix Zwayer |